# یان لاریبا
یان لاریبا (انگلیسی: Ian Lariba؛ زادهٔ ۱۳ اکتبر ۱۹۹۴ – درگذشتهٔ ۲ سپتامبر ۲۰۱۸) یک بازیکن تنیس روی میز اهل فیلیپین بود.